# Battle of the Bands (jogo eletrônico)
Battle of the Bands é um jogo de video game públicado pela THQ e desenvolvido pela Planet Moon Studios exclusivamente para o console Wii. É um jogo de ritmo similar aos da série Guitar Hero, porém não utiliza nenhum acessório períferico, apenas o Wii Remote.
O jogo possui 30 músicas licenciadas e 5 músicas covers com versões completamente modificadas. Os cinco gêneros principais de música são Rock/Metal, Funk/Hip-Hop, Country, Música Latina e Banda marcial.

## Trilhas sonora
- Gorillaz - "Feel Good Inc."
- Tag Team - "Whoomp! (There It Is)"
- Tenacious D - "Master Exploder"
- The Ramones - "Blitzkrieg Bop"
- The Commodores - "Brick House"
- KC and the Sunshine Band - "That's the Way (I Like It)"
- Texas Tornados - "Adios Mexico"
- Black Eyed Peas - "Dum Diddly"
- Cypress Hill - "Insane in the Brain"
- Kool & the Gang - "Jungle Boogie"
- LL Cool J - "Mama Said Knock You Out"
- The Fixx - "One Thing Leads to Another"
- Soundgarden - "Spoonman"
- Def Leppard - "Photograph"
- The Soggy Bottom Boys - "Man of Constant Sorrow"
- B-Real - "Fistful of Dollars"
- Ram Jam- "Black Betty"
- Korn - "Coming Undone"
- Electric Six - "Danger! High Voltage"
- Rick James- "Give It To Me Baby"
- Wet Willie - "Dixie Rock"
- Keane - "Is It Any Wonder?"
- AFI - "Miss Murder"
- TV on the Radio - "Wolf Like Me"
- Texas Tornados - "Una Mas Cerveza"
- The Georgia Satellites - "Keep Your Hands To Yourself"
- Audioslave - "Original Fire"
- Texas Tornados - "Hey Baby Que Paso"
- Latin Soul Syndicate - "Shake It"
- Ziroq - "Tierra del Sur"